# Семянувка (Подляское воеводство)
Семянувка (пол. Siemianówka) — деревня в Хайнувском повете Подляского воеводства Польши. Входит в состав гмины Наревка. По данным переписи 2011 года, в деревне проживало 426 человек.

## География
Деревня расположена на северо-востоке Польши, на южном берегу водохранилища Семянувка, на расстоянии приблизительно 25 километров к северо-востоку от города Хайнувка, административного центра повета. Абсолютная высота — 144 метра над уровнем моря. К западу от Семянувки проходит региональная автодорога 687.

## История
Согласно «Указателю населенным местностям Гродненской губернии, с относящимися к ним необходимыми сведениями», в 1905 году в деревне Семёновка проживало 566 человек. В административном отношении деревня входила в состав Тарнопольской волости Волковысского уезда (3-го стана).
В период с 1975 по 1998 годы Семянувка являлось частью Белостокского воеводства.

## Достопримечательности
- Православная церковь во имя св. Георгия, кон. XVIII в.